# Rājgarh (ort i Indien, Rajasthan, Chūru)
Rājgarh är en ort i Indien.   Den ligger i distriktet Chūru och delstaten Rajasthan, i den norra delen av landet, 180 km väster om huvudstaden New Delhi. Rājgarh ligger 240 meter över havet och antalet invånare är 49 583.
Terrängen runt Rājgarh är mycket platt. Runt Rājgarh är det ganska tätbefolkat, med 160 invånare per kvadratkilometer. Rājgarh är det största samhället i trakten. Trakten runt Rājgarh består till största delen av jordbruksmark.